# Josef Mittendorfer (Politiker)
Josef Mittendorfer (* 10. Februar 1902 in Ebensee; † 13. März 1990 in Bad Ischl) war ein österreichischer Politiker (CS/ÖVP) und Salinenmeister. Er war von 1945 bis 1966 Abgeordneter zum Österreichischen Nationalrat.
Mittendorfer besuchte nach fünf Klassen Volksschule die Bürgerschule in Bad Ischl und arbeitete als Schreibkraft im Salinendienst, wo er schließlich zum Salinenmeister aufstieg. Im politischen Bereich engagierte er sich zwischen 1919 und 1934 als Vertrauensmann der christlichen Salinenarbeitergewerkschaft, war von 1932 bis 1938 Obmann des Katholischen Volksvereins und von 1933 bis 1936 Orts- und Bezirksführer des Freiheitsbunds. Als Gemeindepolitiker wirkte er zudem zwischen dem 28. Dezember 1934 und 1938 als Bürgermeister von Ebensee, zwischen 1945 und 1966 war er Vizebürgermeister der Gemeinde.
Nach dem Zweiten Weltkrieg fungierte er als Hauptbezirksobmann der ÖVP Gmunden, war Bezirksobmann des Österreichischen Arbeiter- und Angestelltenbundes und ab 1962 Vorsitzender des Roten Kreuzes. Mittendorfer vertrat die ÖVP zwischen dem 19. Dezember 1945 und dem 30. März 1966 im Österreichischen Nationalrat.
Mittendorfer war verheiratet und Vater von vier Kindern.

## Auszeichnungen
- Großes Ehrenzeichen für Verdienste um die Republik Österreich (1956)
- Ehrenring der Gemeinde Ebensee (1977)